# Dumitru Stăniloae

Ikone des Heiligen

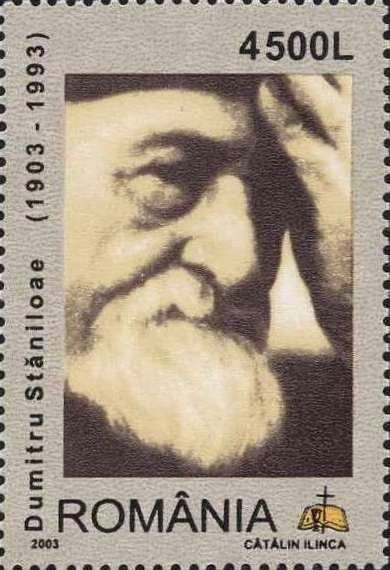

Dumitru Stăniloae (* 16. November 1903 in Vlădeni; † 5. Oktober 1993 in Bukarest) war ein rumänisch-orthodoxer Theologe, Schriftsteller und Professor, Mitglied der Rumänischen Akademie (ab 1990) sowie Priester und bekennender orthodoxer Christ in der Zeit des Kommunismus in Rumänien. Er gehört neben Romano Guardini, Paul Tillich, Karl Barth, Karl Rahner, Yves Congar, Nikos Nissiotis u. a. zu den renommiertesten Theologen des 20. Jahrhunderts. Am 4. Februar 2025 wurde seine Heiligsprechung von der Rumänisch-Orthodoxen Kirche öffentlich verkündet.

## Biografie

### Herkunft und Familie
Dumitru Stăniloae wurde als fünftes und letztes Kind von Irimie und Rebeca Stăniloae in Vlădeni, ein kleines Dorf im damaligen Österreich-Ungarn, geboren. Die Familie war religiös geprägt, zwei seiner Schwestern wurden Nonnen. Am 4. Oktober 1930 heiratete er Maria Mihu. Aus der Ehe gingen drei Kinder hervor: 1931 kamen die Zwillinge Dumitru († September 1931) und Maria († 1945) auf die Welt. 1933 wurde Lidia Stăniloae geboren. Der einzige Enkel, Dumitru Horia, der Sohn von Lidia Stăniloae, wurde 1959 geboren. Dumitru Stăniloae ist im Herbst 1993 im Alter von 89 Jahren gestorben.

### Studium und wissenschaftliche Tätigkeit
Dumitru Stăniloae studierte zuerst Literaturwissenschaft von 1922 bis 1923 in Bukarest, dann Theologie in Hermannstadt (rum. Sibiu) und Czernowitz. Seine Studien setzte er in München und Paris, später in Griechenland fort, wo er seine Doktorarbeit über die Wirkung des Patriarchen Dositheos II Notaras von Jerusalem (1669–1707) in den Fürstentümer Moldau und Walachei (Das Leben und die Tätigkeit des Patriarchen Dositheos von Jerusalem und seine Beziehungen zu den rumänischen Fürstentümer, rum.,1929) geschrieben hat. Im Jahre 1928 wurde er in Czernowitz promoviert. 1928 erhielt er ein einjähriges Stipendium und studierte an der Universität München Byzantinistik (bei August Heisenberg) und Dogmatik. 1929 ging er auf Forschungsreisen nach Berlin, Paris und Belgrad, wo er sich u. a. mit dem Werk Gregorios Palamas beschäftigte.
Nach seiner Rückkehr nach Sibiu/Hermannstadt wurde er 1929, im Alter von 26 Jahren, zum Professor an der Orthodoxen Akademie ernannt. 1932 folgte die Priesterweihe. Ab 1934 lehrte er als ordentlicher Professor bis 1947 Dogmatik, Apologetik, Pastoraltheologie und Griechisch. Ab 1936 bis zu seiner politisch motivierten Entlassung 1946 war er Rektor der Orthodoxen Akademie. Von 1934 bis 1945 war er auch Leiter der Zeitung „Telegraful romǎn“, wobei er selber 219 kurze Artikel zu unterschiedlichen Themen verfasste. Die Zeitung wurde vom Metropoliten Nicolae Bǎlan herausgegeben und war das Sprachrohr der rumänisch-orthodoxen Metropolie Transsilvaniens. Diese hatte seit derer Gründung durch den Metropoliten Andrei Șaguna 1835 im multikonfessionellen Umfeld Transsylvaniens eine hohe soziokulturelle Bedeutung für die Bildung der rumänisch-orthodoxen Christen.
In der Zwischenkriegszeit wurden neben Artikel zur Ökumenischen Bewegung insbesondere die Zusammenarbeit zwischen Römisch-katholischer Kirche, Evangelischer Kirche A.B. in Rumänien und Reformierter Kirche in Rumänien thematisiert. Eine kirchenpolitische Auseinandersetzung fand mit der von der Orthodoxen Kirche Anfang des 18. Jahrhunderts abgespalteten, mit Rom unierten Rumänischen griechisch-katholischen Kirche statt. Auch schrieb Stǎniloae Artikel über den Zusammenarbeit der Orthodoxen Kirche mit politischen Bewegungen wie den Kommunismus und Faschismus (s. Legion Erzengel Michael / Eiserne Garde), in denen er den Kommunismus als eine atheistische Bewegung radikal ablehnte und vor einer Vereinnahmung der orthodoxen Gläubigen durch die aufkommende und sozialpolitisch stark agierende faschistische Bewegung warnte.
Eine weitere Auseinandersetzung fand in Artikeln in der Zeitschrift „Gândirea“ statt. Hier ging es um den geistigen Zusammenhang von Orthodoxie und Nationalismus, wobei Stǎniloae die Bedeutung der Rumänisch-Orthodoxen Kirche als spirituelle Bildungsinstitution für das „Rumänentum“ gegen Soziologen und Philosophen wie Lucian Blaga, Nae Ionescu, Mircea Eliade, Constantin Rǎdulescu-Motru u. a. verteidigte. Während diesen Diskussionen positionierte sich Stǎniloae immer deutlicher als orthodoxer Theologe, der die mönchisch-byzantinische Tradition als spirituelle Basis für die rumänische Volkserziehung hervorhob und gegen seine Kritiker verteidigte. Darin sah Stǎniloae eine jahrhundertelange pädagogisch-therapeutische Wirkung, die sich in der rumänisch-orthodoxen Frömmigkeit widerspiegelt. Gemeinsam mit Nichifor Crainic aktualisierten sie die hesychastische Bewegung (Hesychasmus) des Paissi Welitschkowski (1749–1794). Während Nichifor Crainic diese spirituelle orthodoxe Bewegung mit der christlichen Mystik und der „deutschen Mystik“ („Meister Eckhart und seine Schule“) im Besonderen in Verbindung dachte, entfaltete D. Stǎniloae diese von der Theologie des Gregorios Palamas her. Die Rolle der „Väter und Mütter im Geiste“ („Pǎrinți duhovnicești“) als besondere Seelsorger wird dabei vom pädagogisch-therapeutischen Ansatz verstanden, dass im Praktizieren des „Jesusgebetes“ (auch „Herzensgebet“ oder „Immerwährendes Gebet“ genannt) jeder Beter und Beterin ein „om duhovnicesc“ (geistig-geistlicher Mensch) werden kann. Bereits 1932/33 übersetzte er Teile aus Palamas Werk (Triade I, 2-3) ins Rumänische, nachdem er 1929 den Aufsatz „Der Weg zum göttlichen Licht beim hl. Grigorios Palamas“ (Calea spre lumina dumneseascǎ la Sfântul Grigorie Palamas) veröffentlicht hatte. 1938 erschien das Buch Das Leben und die Lehre des heiligen Gregorios Palamas (Viața şi învǎțǎtura sfântului Grigorie Palamas). Es ist Stǎniloaes großes Verdienst, die Energienlehre des Palamas aus der Sicht der Frage nach der Gnade Gottes gedeutet zu haben, indem er diese als gnadenhaftes Wirken am betenden Menschen versteht. Die Energien Gottes sind ungeschaffen, weil sie aus dem Wesen Gottes ausgehen und nur durch seine Gnade erlebt werden können. Daher sei auch die „Schau Gottes“ nicht ein Akt des Menschen, sondern ein durch die Gnade Gottes vermitteltes Erleben dessen, was in der Energienlehre auf Deutsch „Vergöttlichung“ (Theosis) heißt. Eine besondere Bedeutung hat für Stăniloae der gesprochene Text des Beters: „Herr Jesus Christus, Sohn Gottes, habe Mitleid mit mir, dem Sünder.“ Seine Interpretation dazu lautet: Das Gebet „hilft, dass im Herzen der ununterbrochene Gedanke zu Jesus Christus verstärkt wird und es säubert und heiligt durch diesen Gedanken, alle Überlegungen und Gefühle ... und richtet die ganze Aktivität auf die Erfüllung der Gebote Christi.“ Von der Energienlehre Palamas her definiert Stăniloae mit Sergei Nikolajewitsch Bulgakow die Energienlehre als Antwort auf die Antinomie-Diskussion des Deutschen Idealismus: Die „Antinomien“ in Bezug auf die Gotteserfahrung durch den Menschen seien eine notwendige Voraussetzung, die zum religiösen Bewusstsein gehörten. Der Mensch erfahre sich gegenüber Gott durch seine Vernunft losgelöst („antinomisch“), wobei diese Trennung in der kontemplativen Art der hesychastischen Weges (Hesychasmus) aufgehoben werden könne. Die „Antinomien des religiösen Bewusstseins“ würden nicht rational durch „Gottesbeweise“ überwunden, sondern durch das gnadenhafte Wirken der ungeschaffenen Energien Gottes am Gläubigen. Das Ziel dabei sei die Vergöttlichung (Theosis) des Gläubigen, der durch das gnadenhafte Wirken Gottes an ihm zu einem „geheiligten Menschen“ werde. Für Stǎniloae ist das Ergebnis eines solchen geistigen Prozesses ein „geistig-geistlicher Mensch“ (om duhovnicesc). Ein solches Verständnis des Menschen gehört zur „theandrischen Anthropologie“, die nun Stǎniloae gegen die Propaganda des „Neuen Menschen“ der atheistischen Anthropologie einsetzt, die von den faschistischen und kommunistischen Denkmodelle vertreten werden. Letztere vertraten im 20. Jahrhundert die Vorstellung, dass der „Neue Mensch“ über die von den jeweiligen Machthabern politisch bestimmte Neue Gesellschaft durch ideologische Erziehung zu erschaffen ist. Diese Debatte bestimmte auch die geistige Diskussion in der Zwischenkriegszeit in Rumänien. Ähnlich argumentierte auch Nicolae Ceauşescu in seiner „Kulturrevolution“ nach 1971 und baute seine Staatsideologie entsprechend auf. Stǎniloae vertrat sowohl gegen die faschistische als auch gegen die kommunistische Ideologie des „Neuen Menschen“ sein pädagogisch-seelsorgerliche Konzept vom „geistig-geistlichen Menschen“. Hierbei übernahm er den Begriff der „Wiederherstellung des Menschen“ aus der christlichen Tradition, indem er in der Auseinandersetzung mit der Dialogphilosophie und dem Existentialismus die „Wiederherstellung des Menschen durch Jesus Christus aus dem gnadenhaften Wirken der trinitarischen Koinonia“ hervorhob.
In der Auseinandersetzung in den 1930er und 1940er Jahren mit den Philosophen Louis Lavelle, Maurice Blondel, Nicolai Hartmann, Martin Buber, Ferdinand Ebner, Martin Heidegger, Karl Jaspers, Eberhard Griesebach und dem Psychoanalytiker Ludwig Binswanger nimmt Stăniloae die Frage nach der „Lebenskrise“ des Menschen auf. Dabei steht für Stăniloae fest, „dass der Mensch die wahre Realität nicht in Systemen der Erkenntnis lebt und besitzt, sondern in Begegnung mit anderen Personen (Griesebach), dass er seine eigene Entdeckung nur in der Kommunikation macht (Jaspers).“ Damit hat aber die existentielle Analyse nur so viel erreicht, dass die Mitmenschlichkeit des Anderen uns auf unsere eigenen Grenzen hinweist. In der Begegnung mit dem Anderen erfährt der Mensch lediglich die Grenze seines menschlichen Daseins. Vom theologischen Standpunkt her bezieht Stăniloae in seine Diskussion unterschiedliche Theologen ein: Ewald Burger, Theodor Steinbüchel, John Cullberg, Walter Künneth, Emil Brunner, Karl Barth, Adolf Schlatter, Paul Althaus, Romano Guardini, Friedrich Gogarten, Karl Heim u. a. Er kommt zum Ergebnis, dass die Heilung, nach der der Mensch strebt, erst dann vollendet wird, wenn wir unser eigenes Ich überschreiten: „Neben der menschlichen Natur erfahren wir etwas Neues, … die göttliche Transzendenz.“ Dementsprechend ist das Ziel der Erfahrung der göttlichen Transzendenz durch den Menschen die Erfahrung Gottes durch den Menschen Jesus, wobei dieser Mensch eine Person mit Gott ist: „Gott erfahren wir nicht in Jesus Christus, wenn wir über den Menschen in ihm schreiten, sondern dieser Mensch ist selber Gott.“ Stăniloae lehnt damit die von den rumänischen Religionsphilosophen (Rădulescu-Motru u. a.) aufgegriffene These, dass nur der historisch fassbare Jesus (Historische Jesusforschung) aktuell sei, ab. Erst der Jesus als Christus, der in der göttlichen Trinität verankert ist, ermöglicht die Transzendierung des Menschen in eine übermenschliche, göttliche Sphäre, die ihm die gewünschte Erlösung bringt. In seinem 1943 veröffentlichten Buch „Jesus Christus oder die Wiederherstellung des  Menschen“ (rum. Iisus Hristos sau restaurarea omului) deutete er das gnadenhafte Wirken Gottes am Menschen von der trinitarischen Koinonia (Gemeinschaft) her. Der Wiederherstellungsgedanke bei Stăniloae ist ein dynamischer Prozess, wobei „der Mensch in die Dynamik der göttlichen Dreieinigkeit einbezogen wird mit dem Ziel, durch Jesus Christus zur vollkommenen Ähnlichkeit mit Gott zu kommen und somit in der geistlichen Gemeinschaft (rum. Comuniune) mit Gott teilnehmen zu können.“ Die Erlösung des Menschen ist aber nicht Selbstzweck, sondern eine Heilung in der geistigen Gemeinschaft und für diese. Stăniloae erwähnt in diesem Zusammenhang nicht direkt die Ökumenische Bewegung als eine solche geistige Gemeinschaft, aber diese mag ihm vorgeschwebt haben, denn eine geistige Gemeinschaft, die in der trinitarischen Koinonia ihr Vorbild hat, kann nur eine überkonfessionelle christliche geistige Gemeinschaft sein. In einem öffentlichen Aufsatz 1944 schreibt er dem Christentum die wichtige Rolle zu, die verfeindete Welt zu versöhnen.

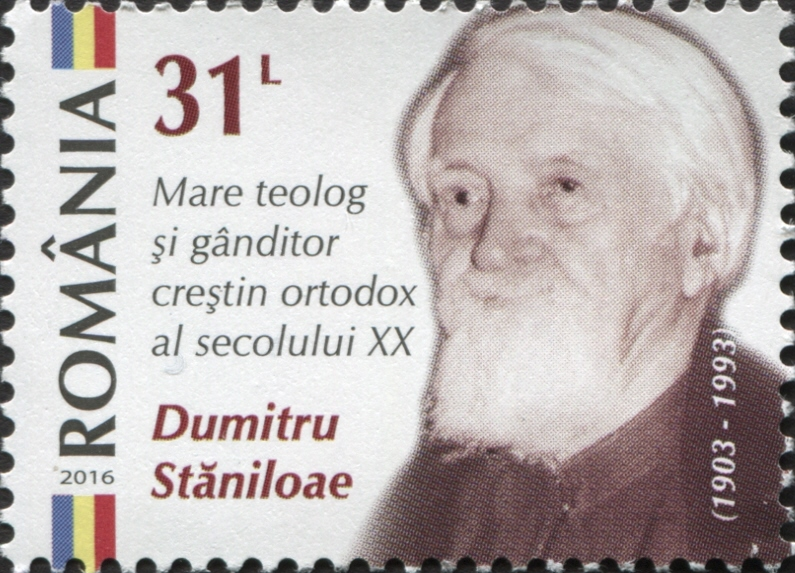

Bedingt durch die politischen Ereignisse in Rumänien nach 1944 wird Stăniloae das öffentliche Wirken außerhalb der Orthodoxen Fakultät entzogen. Wie diese Zeit erlebt wurde, beschreibt die Tochter Stăniloaes so: „Aber die Angst war nicht mehr gewichen. Langsam begriffen wir alle, Erwachsene und Kinder, dass ein neuer Zeitabschnitt in unserem Leben begonnen hatte, ein verdunkelter, düsterer, in dem keine Sicherheit für den morgigen Tag besteht. … Kurz: Wir fingen an zu lernen, in der Hölle zu leben.“ Einige Jahre später (1958–62) wurde Stăniloae im Rahmen der politischen Säuberungen verhaftet und als politischer Gefangener verurteilt und eingesperrt. Seit 1946 lebte die Familie Stăniloae in Bukarest. Auf Wunsch des damaligen kommunistischen Ministerpräsidenten Petru Groza wird Stăniloae nach Bukarest versetzt und lehrt hier 1947/48 „Askese und Mystik“. Danach wird dieser Lehrstuhl aufgelöst. Das Wort „Mystik“ wird nun auf den verbotenen Index der kommunistischen Zensur gesetzt. Aus „Mystik“ wird nun „Mystizismus“, was als Schimpfwort („Aberglaube“) gegen die „neue sozialistische Ordnung“ gilt. Damit ist in erster Linie die orthodoxe Mystik gemeint, die als theologische Grundlage das gesamte Werk von Stăniloae bestimmt. In seinen erst 1981 veröffentlichten Vorlesungen ist das Wort „Mystik“ mit „Spiritualität“ ersetzt, was ein sprachliches Zugeständnis an die Zensurbehörde ist. Das Buch erschien auch unter dem „unverdächtigen“ Titel „Teologia morală ortodoxă pentru institutele teologice, Vol. III, Spiritualitatea ortodoxă“. Dieses Werk kann auch als eine Art Zusammenfassung einer orthodoxen Morallehre gesehen werden. Stăniloae gelang der internationale Durchbruch mit den Artikeln, die er ab Ende der 1960er Jahre im Westen in griechischer, englischer, französischer und deutscher Sprache veröffentlichte und die er im Rahmen seiner Reisen zu ökumenischen Veranstaltungen schrieb. Die später ins Deutsche übersetzte „Orthodoxe Dogmatik“ ist das Ergebnis jahrelanger theologischer Auseinandersetzung mit zahlreichen christlichen Theologen. Der polemische Umgang in diesem Werk mit römisch-katholischen und protestantischen Positionen ist nicht gerade fördernd für den ökumenischen Dialog. Inhaltlich gibt diese wieder, was zeit seines theologischen Wirkens sein primäres Ziel war, die Orthodoxe Lehre in die ökumenische Diskussion einzubringen und diese gegen ebenso polemische Angriffe der Kontrahenten zu verteidigen.
Ökumenische Bewegung: Stăniloae hat eine Reihe von Aufsätzen zu den „Interkonfessionellen Problemen“ geschrieben und Lösungen zu wichtigen Streitfragen angeboten. Ein Leitgedanke von ihm ist, dass die ökumenische Einheit nur in der Vielfalt möglich ist. Durch seine zahlreichen Artikel in den Zeitschriften „Studii teologice“ und „Ortodoxia“ beeinflusste er den ökumenischen Dialog in den interkonfessionellen Konferenzen aus der Sicht Rumänisch-Orthodoxen Kirche (RumOK). Hierbei behandelte er u. a. Themen zu dem ökumenischen Bekenntnis von Nizäa-Konstantinopel (1951), über die „eucharistische Feier in den drei Konfessionen“ (1953), Das Wesen der Sakramente in den drei Konfessionen (1956), mehrere Aufsätze über das Verständnis der Erbsünde in den drei Konfessionen (1956/57), über „geistige Gemeinschaft durch Liebe“ (1963), über das Verständnis der „Oikonomia“ in der Orthodoxen Kirche (1963), über die ökumenische Bewegung (1963), über die „Hl. Tradition, die Festlegung des Begriffs und ihre Ausbreitung“ (1964), über die „trinitarischen Relationen in dem Leben der Kirche“ (1964), über „die universale und allumfassende Kirche“ (1966), über die „Bedeutung des Hl. Geistes in der allumfassenden Gemeinschaft der Kirche“ (1967), über die ökumenische Bewegung von Taizé mit dem Titel „Liebe und Wahrheit: Für die Überwindung des Dilemmas des zeitgenössischen Ökumenismus.“(1967), über die „göttliche Oikonomia als Basis für die kirchliche Oikonomia“ (1969), über „Gott ist Liebe“ (1971) und „Gott ist Licht“ (1974). Eine Reihe von diesen und weitere Aufsätzen wurden im Ausland (New York, London, Paris, Regensburg u. a.) veröffentlicht. Ein gern gesehener Gast war er bei den bilateralen Gesprächen zwischen der RumOK und der Evangelischen Kirchen in Deutschland (EKD). Im Rahmen eines solchen Dialoges (Klausenburg / Cluj-Napoca, 9. Juni 1965) hielt Stăniloae ein Korreferat, indem er die „ontologische und Gemeinschaftliche Dimension des Versöhnungswerkes Gottes in der Welt“ hervorhob: „Das Versöhnungswerk ist nicht nur ein Akt, der zwischen Gott und einer einzelnen Person verwirklicht wird, sondern ein Akt, der die ganze Menschheit umfasst.“  Ähnlich argumentiert Stăniloae 1980 in seinem Vortrag zur Verleihung des Preises der „Dr. Leopold-Lucas-Stiftung“ (Dr.-Leopold-Lucas-Preis) an der Universität Tübingen. Allerdings begründete er die „Einheit der Menschheit“ zum Zweck eines friedvollen Miteinanders (Toleranz) von dem Wirken des Dreieinigen Gottes in der Welt. Die Verleihung des Preises ging auf die Vermittlung seines Freundes Jürgen Moltmann zurück, während Peter Stuhlmacher die Laudatio hielt. Eine enge Freundschaft verband ihn mit Olivier Clément, unter dessen Anleitung er in der Zeitschrift Contacts – Revue française de l`Ortodoxie mehrere Aufsätze veröffentlichte. So erschien 1979 in der Zeitschrift Irénikon der Aufsatz „Bréviaire hésychaste“ und mit einem Vorwort von Oliver Clément 1981 das Buch „Prière de Jésus et expérience du Saint-Esprit“. So hat Stăniloae mit diesen Veröffentlichungen nicht nur die Orthodoxe Spiritualität ökumenisch bekanntgemacht, sondern auch das Jesusgebet (Herzensgebet) wieder aktualisiert zu einer Zeit, als dieses nur wenigen Insidern bekannt war. Es ist auch sein Verdienst, dass diese besondere christliche Bettradition heute nicht mehr nur wenigen Mönchen vorbehalten ist, sondern von zahlreichen Meditationsgruppen als heilende Gebetsform mit Erfolg angeboten wird und neue moderne Zugänge zu dieser besonderen orthodoxen Spiritualität gesucht werden.  Diese Entwicklung hätte den „Vater im Geiste“ (Părinte duhovnic) als der rumänisch-orthodoxe Theologe sich in erster Linie verstand, sehr gefreut. Man darf ihn abschließend zu den Theologen des 20. Jahrhunderts zählen, die nicht nur Theologie doziert haben, sondern auch ihre Theologie gelebt haben. Hier mag auch sein Ansatz liegen, dass die gemeinsame (überkonfessionelle) christliche Spiritualität die „Propädeutik des ökumenischen Dialogs“ ist. In der einzigen ausführlichen Festschrift hat ihn wohl der beste Kenner der rumänisch-orthodoxen Theologie im Westen, Adolf Martin Ritter, als einen „großen Lehrer der Christenheit und wahrhaft Weisen“ bezeichnet, der „tief vom Palamismus geprägt“ war. „… der „Neopalamismus“ Stăniloaes ist von einer Art, dass er sich bis heute dem Dialog mit der katholischen und evangelischen Theologie auszusetzen wagt und diesem Dialog wichtige Impulse zu vermitteln vermag. Auch wo man Vater Stăniloaes Analyse „westlicher“ Positionen im Einzelfall widersprechen zu müssen glaubt, fühlt man sich durch diesen Gesprächspartner bereichert, wie er den Anstoß gab, das Eigene wie das Fremde mit neuen Augen anzuschauen und Entsprechungen oder Ergänzungen wahrzunehmen, wo man das zuvor nicht im mindesten vermutet.“ Es ist ein besonderes Verdienst von Vater Stăniloae in die aktuelle Diskussion um das Wirken der Theologie des Gregorios Palamas (Neopalamismus) die rumänisch-orthodoxe hesychastische Tradition eingebracht zu haben, die neben der griechischen und russischen eine eigene Tradition in Europa aufweist. Seine Übersetzung der Philokalia ins Rumänische ermöglichte nicht nur den rumänisch-orthodoxen Theologen, sondern auch interessierten Gläubigen das Lesen dieser orthodoxen Frömmigkeitsliteratur. Ebenso förderte er mit Wilhelm Nyssen die internationale Wahrnehmung der Malerei der Moldauklöster, die dann 1993 als UNESCO-Weltkulturerbe (Moldauklöster) eingestuft wurden. In der rumänisch-orthodoxen Kirche zählen eine Reihe von bedeutenden Theologen zu der so genannten „Generation Stăniloae“ („Generaţia Stăniloae“), die durch sein Denken und Wirken als Universitätslehrer beeinflusst wurden. Zu ihnen zählt auch der heutige Patriarch der RumOK, Daniel Ciobotea, und zahlreiche Professoren wie Ion Bria und Viorel Ioniţă, die seine Theologie im ökumenischen Dialog weiter entwickelten.
1946 begann er damit, die Philokalie aus dem Griechischen ins Rumänische zu übersetzen. Dabei handelt es sich um eine Anthologie zentraler byzantinischer Texte. Bis 1992 erschienen zwölf Bände mit umfangreichen Anmerkungen.
Die Ehrendoktorwürde erhielt er von den Theologischen Fakultäten der Universitäten von Paris, Belgrad, Athen und Bukarest.
Am 4. Februar 2025 fand die offizielle Verkündigung seiner Heiligsprechung in der Patriarchalkathedrale von Bukarest statt, zusammen mit 15 weiteren Personen des 20. Jahrhunderts. Stăniloaes Gedenktag ist sein Todesdatum, der 4. Oktober. Die Kanonisierung erfolgte bereits während der Sitzung des Heiligen Synods der Rumänisch-Orthodoxen Kirche vom 11.–12. Juli des vorherigen Jahres.

## Werk
Das gesamte Werk von Dumitru Stăniloae wurde in der Festschrift „Persoană ṣi comuniune“ in einer systematischen Bibliographie aufgelistet: Gheorghe F. Anghelescu / Ioan I. Ică jun., Părintele Prof. Acad. Dumitru Stǎniloae, Bibliografie sistematicǎ, in: Persoană şi comuniune, Prinos de cinstire, Sibiu 1993, S. 16–67.
1938 erschien das Buch Das Leben und die Lehre des heiligen Gregor Palamas, mit dessen Ausarbeitung sich Stăniloae in das Zentrum der orthodoxen Spiritualität bewegte. 1946 begann er damit, die Philokalie aus dem Griechischen ins Rumänische zu übersetzen. Dabei handelt es sich um eine Anthologie zentraler byzantinischer Texte. Bis 1992 erschienen zwölf Bände mit umfangreichen Anmerkungen.
Daneben ist Stăniloae durch zahlreiche dogmatische Werke bekannt geworden. Eine weite Verbreitung fand seine dreibändige Orthodoxe Dogmatik, die erstmals 1978 in Bukarest erschien. Diese würdigte Karl Lehmann:
Der erste Band beginnt mit der göttlichen Offenbarung, die die Quelle des christlichen Glaubens und der Kirche ist. Hier erhält die Kirche als „Organ“ und „Milieu“, in denen der Gehalt der Offenbarung bewahrt wird und seine Früchte bringt, von Anfang an einen wichtigen Platz. Dennoch ist dieser erste Band radikal zunächst dem christlichen Gottesverständnis gewidmet, dann schließlich dem Weltverständnis, eng zusammen gesehen mit der schon genannten Theologie der Liebe. Der zweite Band ist ganz auf die Person und das Werk Jesu Christi bezogen. Dabei ist es spannungsvoll, wie sein Heilswerk in einer erneuerten Humanität, aber eben zugleich im Sinne der Erlösung verstanden wird. Der dritte Band betrifft ausführlich den Sinn der Sakramente und entwirft eine kräftige, umfassende Eschatologie, die immer wieder in den Glauben an das ewige Leben mündet. Obwohl diese Dogmatik begrifflich streng ist und auch wirklich einen wissenschaftlichen Geist bekundet, ist sie von der ersten bis zur letzten Seite von einer tiefen Spiritualität erfüllt, die einerseits im besten Sinne des Wortes als aktuell und gegenwartsbezogen bezeichnet werden kann und die zugleich in einer erstaunlichen Weise ganz und gar in der Tradition ruht, darin zugleich aus frischen Quellen schöpft, aber auch darin geborgen ist und geschützt wird.
Es ist die erste vollständige und umfangreichere orthodoxe Dogmatik, die mit Unterstützung der Evangelischen Kirche und der Katholischen Kirche in die deutsche Sprache übersetzt wurde.
Stăniloae hat über 90 Bände der Kirchenväter übersetzt, 30 Monographien verfasst, über 200 wissenschaftliche Artikel und über 1000 Zeitungsartikel geschrieben.

## Veröffentlichungen
In deutscher Übersetzung
- Orthodoxe Dogmatik. Band I. Benziger, Gütersloher Verlagshaus Gerd Mohn, Zürich, Gütersloh 1985, ISBN 978-3-579-00175-3.
- Gebet und Heiligkeit. Vier-Türme-Verl., Münsterschwarzach 1990, ISBN 978-3-87868-404-6.
- Orthodoxe Dogmatik. Band II. Benziger, Gütersloher Verlagshaus Gerd Mohn, Zürich, Gütersloh 1990, ISBN 978-3-579-00176-0.
- Orthodoxe Dogmatik. Band III. Benziger, Gütersloher Verlagshaus Gerd Mohn, Zürich, Gütersloh 1995, ISBN 978-3-579-00182-1.